# Harborough District
Harborough District är ett distrikt (motsvarande kommun) i grevskapet Leicestershire i England, Storbritannien. Distriktet har 100 481 invånare (2022). Större orter är Lutterworth och  Market Harborough. Distriktet är indelat i 91 civil parishes, förutom staden Market Harborough som inte ingår i någon civil parish.